# Луиза Оранская-Нассау
Принцесса Фредерика Луиза Вильгельмина Оранская-Нассау (28 ноября 1770[…], Гаага — 15 октября 1819[…], Амстердам) — наследная принцесса Брауншвейг-Вольфенбюттельская. Старший ребёнок и единственная дочь Вильгельма V Оранского (1748—1806) и прусской принцессы Вильгельмины (1751—1820).

## Биография

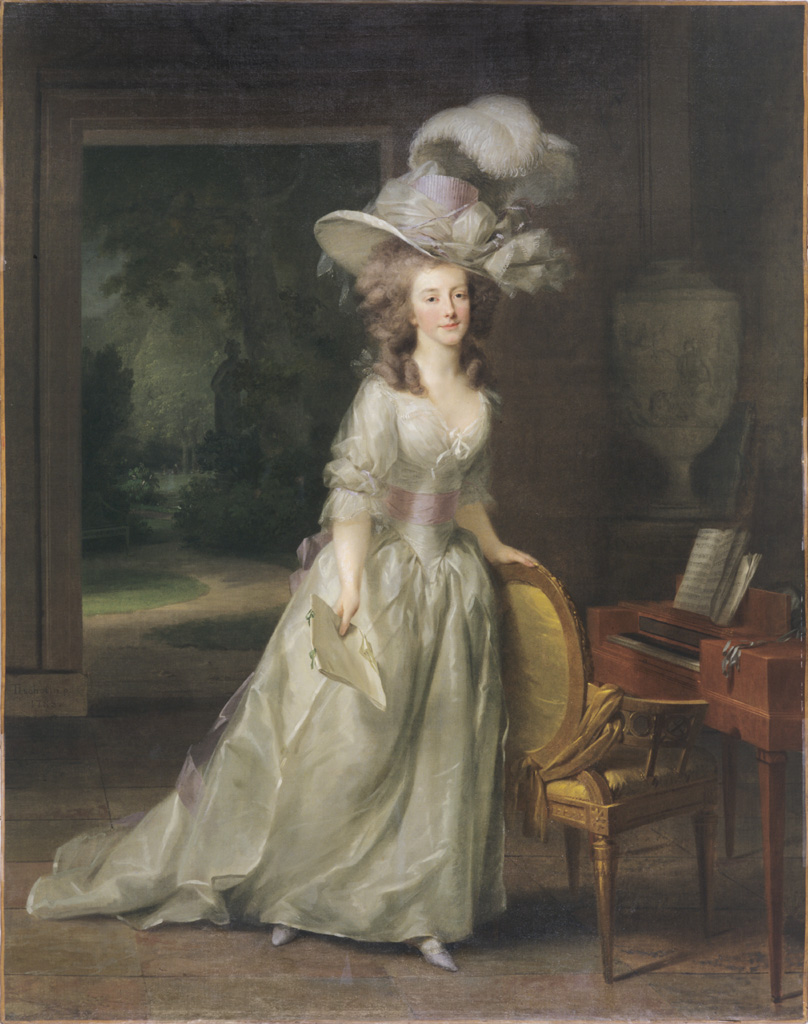
Луиза Оранская-Нассау кисти (предположительно) Августа Тишбейна. 1790 г.

Дома её называли Лулу. В соответствии с новой модой конца XVIII века, её мать лично руководила воспитанием дочери. Она была очень предана своей матери и поддерживала с ней близкие отношения всю жизнь. Луиза получила образование у своей гувернантки Виктории Холлар и профессора Германа Толлия; ей преподавали нидерландский язык и нидерландскую религию, хотя её родным языком был французский (это было традиционно для европейской королевской семьи). Она увлекалась музыкой, драматическим искусством и писательством, выступала в любительском театре и училась музыке у Йоханома Колицци.
В какой-то момент Луизе предложил руку и сердце наследный принц Пруссии, но брак не состоялся. В 1789 году Карл Вильгельм Фердинанд Брауншвейгский официально сделал ей предложение о браке от имени своего старшего сына и наследника Карла Георга Августа, наследного принца Брауншвейг-Вольфенбюттеля. Брак был одновременно благодарностью Брауншвейгскому дому, который помог её родителям во время восстания в Нидерландах в 1787 году, и подходящим союзом между двумя домами. Луизу не принуждали к браку, но она согласилась, поскольку ей было бы очень трудно найти другого мужа подходящего статуса и веры. 
Свадьба состоялась 14 октября 1790 года в Гааге, и супруги поселилась в Брауншвейге. Луиза скучала по дому, более яркой жизни в Нидерландах и испытывала трудности с адаптацией. Она вела переписку со своей матерью, гувернанткой и бывшим наставником, которая сохранилась до наших дней и считается важным источником о жизни Брауншвейгского двора того времени. Её супруг был умственно отсталым и слепым, и она была для него скорее сиделкой, чем женой; он полностью зависел от супруги. В письме от 1791 года она не выразила сожаления по поводу того, что её брак был бездетным и, скорее, была довольна этим. Тот факт, что наследный герцог не имел детей и физически не мог бы стать отцом, привёл к тому, что ему пришлось отречься в пользу своего младшего брата. Когда её родители были вынуждены бежать из Нидерландов в 1795 году, она потеряла личный доход и стала финансово зависимой от родственников мужа.
В 1806 году она овдовела, а когда её отец умер в изгнании, её овдовевшая мать присоединилась к ней в Брауншвейге. В том же году герцогство было захвачено Францией, и она со своей матерью уехала из Брауншвейга в Швейцарию. Поездка была тяжёлой, но стоила небольших денег. В 1807 году они наконец добрались до семьи её матери в Пруссии, где и поселились. В конце концов, она присоединилась к семье своего бывшего мужа в Англии. В 1814 году она поселилась в Нидерландах со своей матерью, проводя зимы в Гааге и летом живя в загородном поместье Зоргвлит под Харлемом, неподалеку от поместья матери.